# Robot sous-marin autonome

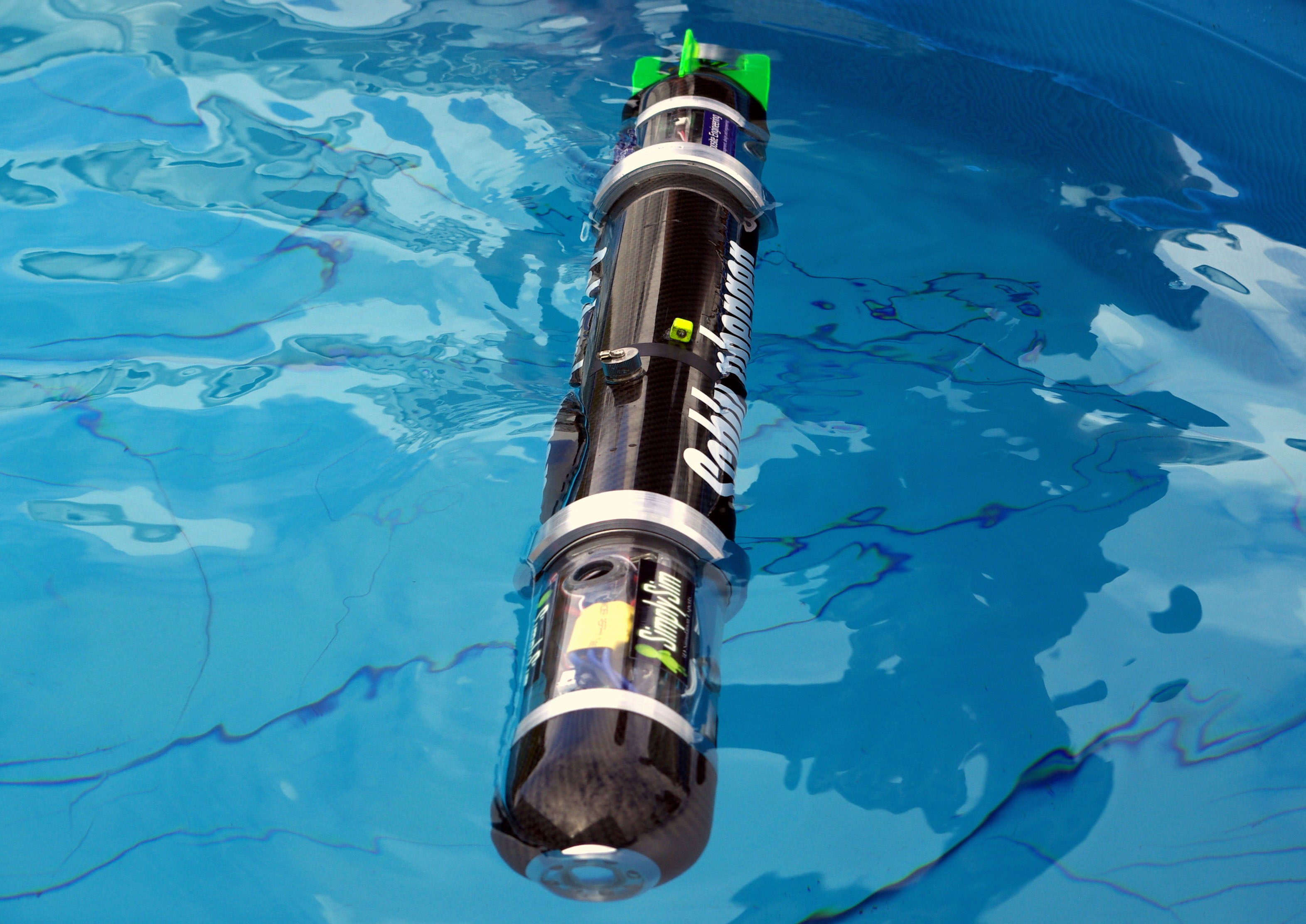
Un AUV lors d'un concours d'étudiants en 2009.

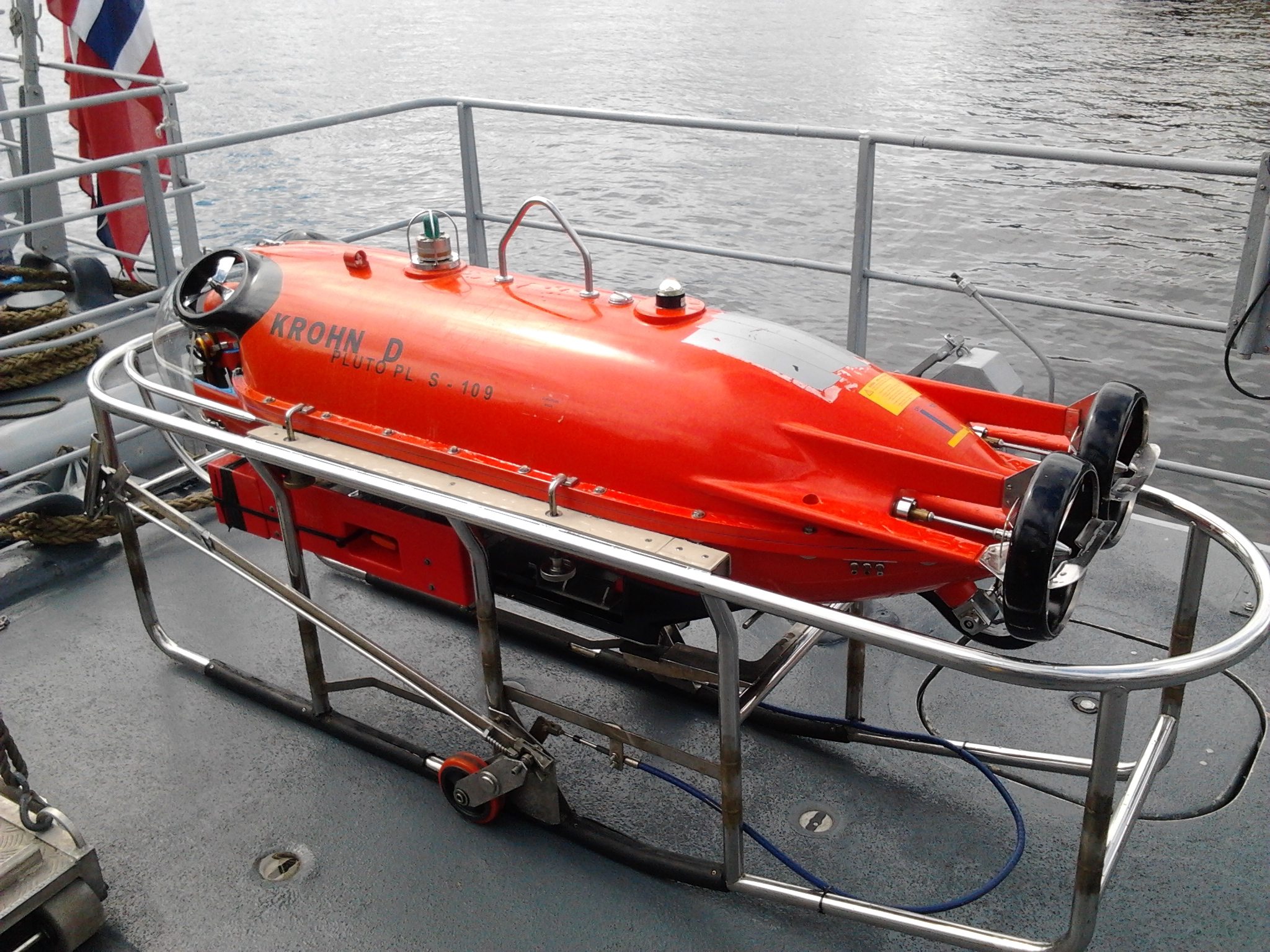
Pluto Plus AUV pour l'identification des mines et leur destruction du navire de guerre des mines norvégien KNM Hinnøy en 2012.

Un robot autonome sous-marin (en anglais : autonomous underwater vehicle ou AUV), est un robot qui se déplace dans l'eau de manière autonome, contrairement à un véhicule sous-marin téléopéré (en anglais : remotely operated vehicle ou ROV). Dans le domaine militaire, il y est fait référence sous l'appellation unmanned undersea vehicle (UUV).

## Description
En général, les AUV ont une forme de torpille afin de minimiser leur traînée hydrodynamique, ce qui permet de limiter la consommation énergétique et donc d'augmenter leur portée. Les plus petits sont transportables à la main par une personne seule, tandis que les plus gros peuvent mesurer plusieurs mètres de longueur (exemple: AUVs AsterX et IdefX d'Ifremer). L'autonomie varie de quelques heures à quelques dizaines d'heures. On programme en surface une trajectoire prédéfinie puis le robot accomplit celle-ci de façon autonome sous la mer. Au terme de la mission, il revient en surface et est récupéré. Les communications avec le robot sont très limitées durant la mission en raison des très faibles débits des modems acoustiques. Ainsi, les données collectées ne sont accessibles que lorsque le robot revient en surface (soit par récupération du robot, soit par communication radio). Les AUV sont alimentés par des batteries. Ils sont propulsés par un ou plusieurs moteurs à hélice, complétés parfois par des gouvernes. Certains robots autonomes sous-marins se déplacent en planant, grâce à un ballast permettant de faire varier leur flottabilité. Ce type de robot porte le nom de glider et dispose d'une autonomie énergétique très supérieure (de l'ordre du semestre), en raison de leur déplacement très lent (0,5 nœud).

## Modèles d'AUV
Il existe de nombreux modèles d'AUV (Remus, Bluefin Robotics, Gavia, Pluto Plus AUV, etc.). En France, les sociétés ECA Robotics et Alseamar fabriquent également des AUVs. Ifremer dispose de deux AUVs construits sur mesure et les opère régulièrement pour des campagnes océanographiques jusqu'à 2 800 mètres de profondeur et 100 km de portée : AsterX et IdefX. Un programme d'AUV à grande profondeur est en cours (projet CORAL), il plonge pour la première fois à près de 6000 mètres en septembre 2023.

### Domaine militaire
Plusieurs États, dont les États-Unis, l'Australie, la France, la Suède, la Grande-Bretagne, la Chine, la Russie, la Corée du Nord s'intéressent à des applications militaires pour des robots sous-marins autonomes, pour le recueil de renseignement, le combat, ou la lutte contre les mines.
La marine américaine dispose notamment d'un AUV de 26 m et d'une autonomie de 10 500 km, appelé Orca et dont le premier exemplaire est mis à l'eau en mai 2022. La marine australienne développe le XL-AUV Ghost Shark et la Royal Navy développe le XL-AUV CETUS.
La société française ALSEAMAR développe le glider SeaExplorer (100 jours d'autonomie, 1 000 mètres en plongée). Sur fonds propres, en 2016, Naval Group lance la conception d’un grand drone sous-marin [XL-UUV]. En 2024, Naval Group à la demande et avec l'appui de la DGA, décide de construire un nouveau démonstrateur de drone sous-marin de combat de grande taille.
De son côté, la marine chinoise développe une classe de robots sous-marins autonomes appelée HSU-001. La marine russe a mis en service le Status-6 Poseïdon et la Corée du Nord développe le Haeil à charge nucléaire.
De nombreux pays, développent des drones sous-marins en plus de drones de surface (voire une collaboration des deux) pour la lutte contre les mines marines,.

### L'essaim autonome
Un concept proche, qui est aussi une variante de cette approche est celle de l'essaim de petits robots capables de coopérer entre eux, l'ensemble (l'essaim) étant alors considéré comme autonome. Ces petits robots peuvent communiquer entre eux (par exemple par des signaux lumineux ou des messages acoustiques) et effectuer des tâches collaboratives, similaires ou complémentaires, comme photographier le fond marin, la photo finale étant obtenue par la combinaison de toutes les photos prises par les robots de l'essaim.

## Concours
Il existe un concours européen de robots autonomes, organisé chaque année à La Spezia par le CMRE (Centre for Maritime Research and Experimentation) de l'OTAN, à destination des étudiants : SAUC-E. 